# Weßnitz
Weßnitz ist ein Ortsteil der sächsischen Stadt Großenhain im Landkreis Meißen.

## Geographie und Verkehrsanbindung
Der Ort liegt 2,5 Kilometer südöstlich von Großenhain, das über die Kreisstraße K 8531 erreicht werden kann ebenso der Ort Göhra, der südöstlich von Weßnitz liegt, nordöstlich des Ortes liegt der Großenhainer Ortsteil Rostig, südwestlich liegt der Großenhainer Ortsteil Zschauitz, westlich von Weßnitz liegt Mülbitz und südlich von Weßnitz Dobritzchen. Das Dorf liegt am Weßnitzbach im Weßnitzbachtal etwa 1 Kilometer oberhalb der Einmündung in die Röderniederung. Der nördlich verlaufende sogenannte Viehweg lässt auf eine alte Viehdrift in der Röderniederung schließen. Weßnitz wurde um 1900 als Straßenangerdorf mit Gewannflur bezeichnet und auf Karten des 19. Jahrhunderts auch so dargestellt.
Im benachbarten Großenhain verläuft die Bundesstraße 101. Durch Weßnitz führt eine Buslinie zwischen Großenhain und Coswig.

## Geschichte
Weßnitz war ehemals ein Straßenangerdorf mit Gewannen, welches erstmals 1350 urkundlich als Wesnicz erwähnt wird. In Folge war der Ortsname mehrmals Änderungen unterzogen, so wurde Weßnitz im Jahr 1350 Weznicz beziehungsweise Wesnicz genannt, 1406 Wessenicz und 1465 Wissenytz bzw. Weißnitz im Jahr 1539. Eine andere Namensvariante entstammt dem Jahr 1551, für das Wesnitz als Ortsname überliefert ist. Im Jahr 1594 folgte die Nennung von Weßnitz, 1791 war dann Weßnitz als Ortsname gebräuchlich. Der Ortsname ist wahrscheinlich ein alter Gewässername, der auf den Ort übertragen wurde. Hierfür spricht auch die Lage am Weßnitzbach. Die altsorbische Grundform ist Veznica, Ulmenbach zu vaz bzw. vez übersetzt mit Ulme, Rüster.
Das Dorf gehörte ursprünglich als markgräfliches Lehen zum Vorwerk Mülbitz. 1350 wurde ein Allodium erwähnt, das im Norden der Flur lag. Nach der Reformation kam Weßnitz zum Rittergut Naundorf, Amt Hayn. Das Obergericht lag 1547 beim Amt Hayn, das Niedergericht bei der Stadt Hayn. Blutrünste und offne scheden werden ins ampt verbüsset. Der walzende Richter wurde vom Amt und Rat Hayn eingesetzt und kam einmal im Jahr zum Geding. Nach 1620 lag das Niedergericht beim Rittergut Naundorf. Im Jahr 1437 ist Jan der Richter, Hans Bischof und Czeschen sind Schöppen. 1663 war Georg Sparmann der Richter, Hans Rothe, Michael Quinter und Christian Bretschneider waren die Schöppen.
Markgraf Friedrich belehnte 1350 Johannes und Peter von Ebersbach mit 6 Mark in Weßnitz, 1 Allodium und 2,5 Hufen. 1378 gehörte das Dorf zum Castrum Hayn und zinste dem Markgrafen, 1406 zahlt das Dorf Landbete nach Hayn. Im Jahr 1454 erhält Margarethe Taupadel Zinsen zum Leibgedinge, 1465 hatte Albrecht von Taupadel das Vorwerk Mülbitz und das Dorf Weßnitz. Georg von Ponikau verkaufte 1474 Zinsen, im Jahr 1478 kaufte er Zinsen in Weßnitz von Cunz von Breitenbach. 1488 kaufte Georg Pusch das Dorf für 618 rheinische Gulden von Georg von Ponikau auf Krakau, vor 1490 war Hans Lange, später Meister Johann Hartmann Geleitsmann nach Hayn. Nach der Reformation kam das Dorf zum Rittergut Naundorf und war bis 1620 Kommungut von Großenhain. Ab 1620 besaß der Kurfürst Weßnitz, das weiter zum Rittergut Naundorf gehörte.
Die Weßnitzer Kirche ist schon frühzeitig eingegangen, 1437 gab die Gemeinde viermal das Offertorium nach Niederebersbach. Die jetzt bestehende Kirche Weßnitz gehörte 1495 mit einer halben Mark Bischofszins an die Praepositur Hain, 1539 zu Niederebersbach. 1547 heißt es, dass Weßnitz und Kirche zur Hälfte dahin ist, die andere in die Stadt seindt mit dem Begräbnis auch also geteilet. Weßnitz gehörte weiter zur Kirchgemeinde Großenhain, gingen aber teilweise in andere Kirchen der Umgebung. 4 Scheffel 8 Metzen Korn wurden aus Ausgleich nach Ebersbach gezahlt, dem Pfarrer von Zscheila 8 Scheffel Korn. Ein Anteil wurde  nach Großenhain gepfarrt, Anteil nach Niederebersbach bis 1549 gepfarrt, 1555 Anteil nach Reinersdorf gepfarrt bis 1902. Ab 1902 wurde der Ort ganz nach Großenhain gepfarrt bis heute. An die eingegangene Kirche erinnern die Fluren Die Queren am Kirchhof, die Stücke unterm Kirchsteig und der Pestkirchhof.

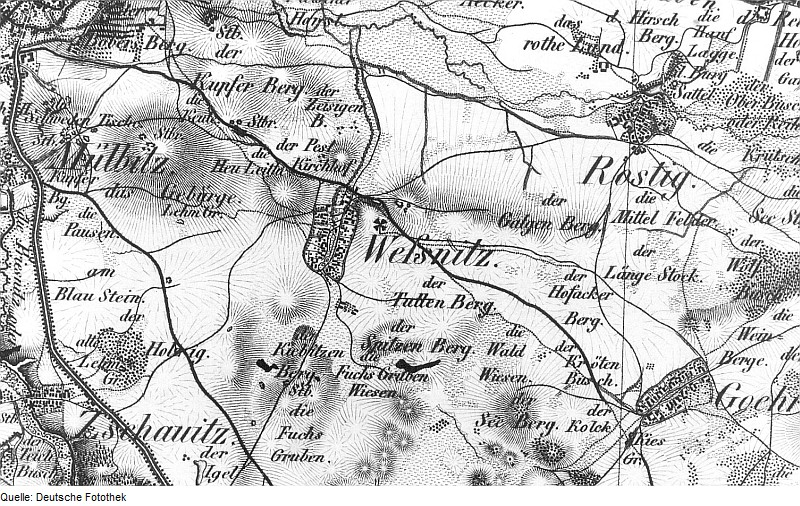
Fotothek:Großenhain-Weßnitz. auf einer Karte von Oberreit, 1841–43

Der Ort wurde 1378 vom Castrum Großenhain verwaltet, 1547 vom Amt Großenhain, ebenso 1764, 1816 und 1843. 1856 wurde Weßnitz vom Gerichtsamt Großenhain verwaltet und ab 1875 von der Amtshauptmannschaft Großenhain. Im Jahr 1925 waren 213 Einwohner von Weßnitz evangelisch-lutherisch und 3 Einwohner römisch-katholisch. 2 Einwohner gehörten anderen Religionen an.
Durch die Sächsische Landgemeindeordnung von 1838 erhielt Weßnitz Eigenständigkeit als Landgemeinde. Die weßnitzer Kinder besuchten ab 1840 die Schule von Rostig. Ab 1963 gingen sie in die damals neugebaute POS Clara Zetkin am Kupferberg.
Sachsen kam nach dem Zweiten Weltkrieg in die Sowjetische Besatzungszone und später zur DDR. Die historisch gewachsene Zugehörigkeit zu Großenhain blieb auch nach der Gebietsreform 1952 erhalten, die Weßnitz dem Kreis Großenhain im Bezirk Dresden zuordnete. Das bäuerliche Leben in Weßnitz wurde nun nach dem Prinzip der Landwirtschaft in der DDR ausgerichtet. Im Frühjahr 1960 gründeten sich in der Gemeinde  neun kleine LPG, die sich Mitte der 1970er Jahre der LPG(P) Ebersbach (LPG Pflanzenproduktion) beziehungsweise der LPG(T) Freitelsdorf (LPG Tierproduktion) anschlossen. 1964 wurden in Weßnitz und Rostig 404 Rinder (davon 200 Kühe), 464 Schweine (davon 47 Sauen), 113 Schafe und 1262 Legehennen (1965 1501 Legehennen) gezählt. 2008 wurden die landwirtschaftlichen Nutzflächen von der Agrargesellschaft Göhra e.G. bewirtschafte
Rostig wurde am 1. September 1961 und Göhra am 1. Februar 1972 in die Gemeinde Weßnitz eingemeindet.
Nach der Deutschen Wiedervereinigung kam Weßnitz zum wiedergegründeten Freistaat Sachsen. Die folgenden Gebietsreformen in Sachsen ordneten Weßnitz 1994 dem Landkreis Riesa-Großenhain und 2008 dem Landkreis Meißen zu. Ab dem 1. Januar 1995 wurde Weßnitz mit seinem Ortsteil Rostig nach Großenhain eingemeindet. Im gleichen Jahr wurde der ehemalige Weßnitzer Ortsteil Göhra nach  Reinersdorf umgegliedert.
In Weßnitz gibt es heute einen Reiterhof, zwei Ingenieurbüros für Heizung und Sanitär und einen Frisörsalon. Im Dezember 2016 war der Ort von 210 Einwohnern bewohnt.

### Bevölkerungsentwicklung
| Jahr | Einwohner.                                                       |
| ---- | ---------------------------------------------------------------- |
| 1547 | 20 besessene Mann, 2 Inwohner, 16,75 Hufen                       |
| 1551 | 20 besessene Mann, 2 Inwohner, 16,75 Hufen                       |
| 1764 | 18 besessene Mann, 2 Gärtner, 5 Häusler, 14 Hufen je 18 Scheffel |
| 1834 | 142                                                              |
| 1846 | 153                                                              |
| 1871 | 230                                                              |
| 1890 | 218                                                              |
| 1900 | 208                                                              |
| 1910 | 205                                                              |
| 1925 | 218                                                              |

| Jahr | Einwohner    |
| ---- | ------------ |
| 1933 | 207          |
| 1939 | 199          |
| 1946 | 270          |
| 1950 | 280          |
| 1958 | 234          |
| 1963 | 391          |
| 1964 | 342          |
| 1990 | 444          |
| 1992 | 430          |
| 1995 | → Großenhain |

## Kultur und Sehenswürdigkeiten

### Gebäude
- Holländerwindmühle

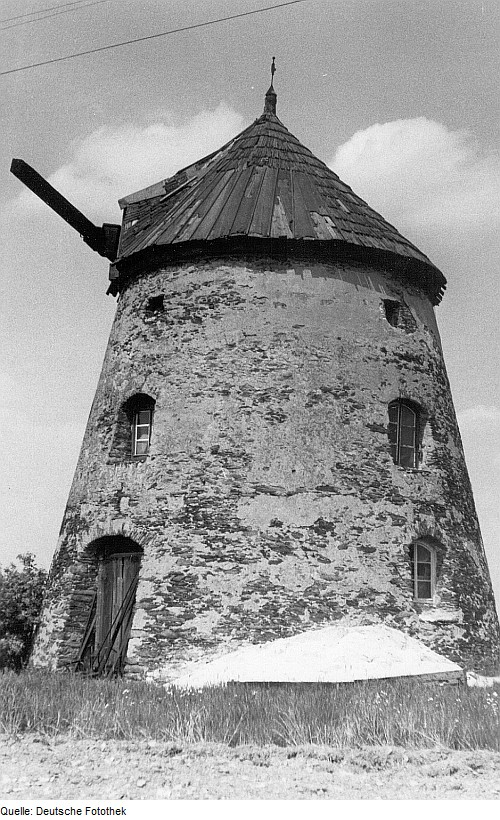
Deutsche Fotothek: Großenhain-Weßnitz. Erdholländer

Die Windmühle steht auf dem Windmühlenhügel Richtung Göhra und prägt das Ortsbild und ist das Wahrzeichen des Dorfes. Sie wurde 1853 erbaut und war bis 1949 in Betrieb. Sie ist ein Turmholländer der konisch gebaut wurde und aus Bruchsteinmauerwerk besteht. Die Haube ist ohne Flügel.
- Fachwerkhaus

Auf dem Grundstück Hauptstraße 31 liegt das denkmalgeschützte Wohnstallhaus aus der ersten Hälfte des 19. Jahrhunderts. Es hat einen Dachüberstand traufseitig zum Hof.

### Flächennaturdenkmale
- FND „Syenitbruch Weßnitz“ liegt 500 Meter östlich der Ortslage und ist 0,3 Hektar groß. Dort treten Biotitgneisfalten als offene Felsbildungen mit 10 bis 12 Meter hohen Wänden zutage.
- FND „Trockenrasen und Felswand (Biotitgneis) unterhalb der Windmühle“ liegt 1,2 Kilometer nordöstlich des Ortes und ist 0,3 Hektar groß. Im Bereich des Naturdenkmals wachsen neben anderen seltenen Pflanzen Bestände des gewöhnlichen Tüpfelfarns.